# سینگ‌کوانگ
سینگ‌کوانگ (اندونزیایی: Singkawang) شهری در استان کالیمانتان غربی کشور اندونزی است. جمعیت این شهر بر اساس سرشماری سال ۱۹۹۰ میلادی، ۷۹٫۲۶۰ نفر و بر اساس سرشماری سال ۲۰۰۰ میلادی، ۹۴٫۰۰۹ بوده که در سال ۲۰۰۷ میلادی به ۱۰۴٫۷۹۸ نفر افزایش یافته‌است.